# 梶原善の「ビルぶら!レトロ探訪」
『梶原善の「ビルぶら!レトロ探訪」』（かじはらぜんのビルぶら レトロたんぼう）は、2022年10月4日から2025年3月28日までBSフジで放送されていたバラエティ番組。開始から2023年3月28日までは毎週火曜22:00 - 22:55の放送であり、2023年4月7日から最終回までは毎週金曜22:00 - 22:55に放送されていた。

## 概要
俳優・梶原善が昭和に建てられた雑居ビルを探訪する番組。
街ぶら番組の側面とともに、ビルやそこに入居する店舗、人物の歴史、思いを聞き、振り返るドキュメンタリー番組の側面も持つ。
プロデューサーの上野潤也は「駅前の風景がどんどん再開発される、（古い）ビルがなくなっていくのが惜しい」と企画立案の原点を語り、「中に入ってみたいけど、ちょっと怖くて入れないようなビル内の店舗やそのオーナー、あるいは常連客はどういう人かをメインにしたら面白そうと思ったのが企画の種です」と答えている。
梶原の起用は旅番組のイメージがない、おやじ世代であることに加え、プロデューサーの上野が『鎌倉殿の13人』を見て興味を持ったことによる。
ビルの選定は外観と竣工何年か（基本的に昭和時代の建築物）、そして入っている店舗で決めており、後述のようにロケハンでは店のオーナーや常連客への聞き取りもしている。
撮影は1日だけであるが、初回も含め、梶原の性格上、じっくり関係者に話を聞き、またその話をもとに後日再取材ケースもあるため2回に分けて放送するケースも多い。また、ディレクターたちはロケハンで足しげくビルに通い、取材協力を取り付けるのに2週間通った例、2日に1回のペースで1か月店に通った例もあり、警備員に不審者と間違われたケースもあったという。

## 放送回
- 約4ヶ月新作を放送したあと、2ヶ月は再放送期間となり（下記の一覧には記さず）、再度新作に戻るローテーションとなっている。2024年1月からは基本的に本放送と再放送を2週ずつ隔週で放送されている。

| #     | ロケ地 | 初回放送       |
| ----- | --- | -------------- |
| 1,2   | ニュー新橋ビル | 2022/10/4,11   |
| 3     | 横須賀・三笠ビル | 2022/10/18     |
| 4     | 横浜・エイトセンター | 2022/10/25     |
| 5,6   | 新橋駅前ビル | 2022/11/1,8    |
| 7     | フジサワ名店ビル | 2022/11/15     |
| 8,9   | 東京交通会館 | 2022/11/22,29  |
| 10    | TOCビル | 2022/12/6      |
| 11,12 | 自由が丘デパート | 2022/12/13,20  |
| 13    | 有楽町ビル | 2023/1/10      |
| 14    | 神田古書センター | 2023/1/17      |
| 15    | ロサ会館 | 2023/1/24      |
| 16    | 森永プラザビル | 2023/1/31      |
| 17    | 東京ラジオデパート前編 | 2023/4/7       |
| 18    | 東京ラジオデパート後編/秋葉原ラジオセンター | 2023/4/14      |
| 19,20 | 上野・アメ横センタービル | 2023/4/21,28   |
| 21,22 | 熱海第一ビル | 2023/5/5,12    |
| 23,24 | 大阪駅前第1ビル | 2023/5/19,26   |
| 25,26 | 自由が丘ひかり街 | 2023/6/2,9     |
| 27    | 桜木町ぴおシティ | 2023/6/16      |
| 28,29 | うえほんまちハイハイタウン | 2023/6/23,30   |
| 30    | 調布卸売センター | 2023/7/7       |
| 31    | 五反田・リバーライトビル | 2023/7/14      |
| 32    | 岡ビル | 2023/7/21      |
| 33    | 野毛都橋商店街ビル | 2023/10/6      |
| 34    | 第一青山ビル | 2023/10/13     |
| 35,36 | 銀座ファイブ | 2023/10/20,27  |
| 37    | 横浜山下町・シルクセンタービル | 2023/11/10     |
| 38    | 産業貿易センタービル | 2023/11/17     |
| 39    | 大森飲食街ビル | 2023/11/24     |
| 40    | 横浜洋光台・SHOP27 | 2023/12/15     |
| 41    | サンモール洋光台 | 2023/12/22     |
| SP    | 大晦日もビルぶら!レトロ探訪～昭和レトロで4時間スペシャル～ （2022年10月4日、11日・11月1日、8日・2023年1月17日・7月21日放送分の再編集版を放送） | 2023/12/31     |
| 42,43 | 船場センタービル（1号館〜5号館） | 2024/1/5,12    |
| 44,45 | 水上ビル | 2024/1/26,2/2  |
| 46    | 八王子・高尾パークハイツ | 2024/2/9       |
| 47    | 東京タワー・フットタウン | 2024/2/23      |
| 48    | 横須賀・エルスビル | 2024/3/1       |
| 49    | 横浜・吉田町第一名店ビル | 2024/4/5       |
| 50    | 横浜・吉田町名店街 | 2024/4/12      |
| 51,52 | 札幌・すすきの市場ビル&三誠ビル | 2024/5/3,10    |
| 53    | 下北沢ハイタウンA棟 | 2024/5/17      |
| 54,55 | 高田馬場・ニュータウンオークボ | 2024/5/24,31   |
| 56,57 | 神戸新開地・湊川公園ビル | 2024/6/7,14    |
| 58    | 川崎市中央卸売市場北部市場 | 2024/7/5       |
| 59,60 | 船場センタービル（6号館〜10号館） | 2024/7/26,8/2  |
| 61,62 | サンシャインシティ | 2024/8/23,8/30 |
| 63    | 竹の塚・竹の塚駅前商店街 | 2024/9/20      |
| 64    | 錦糸町ハイタウン | 2024/9/24      |
| 65    | 横須賀・大滝名店ビル | 2024/10/18     |
| 66    | 銀座・奥野ビル | 2024/11/1      |
| 67    | 横浜・インペリアルビル | 2024/11/8      |
| 68    | 西五反田・アスペンプラザ | 2024/11/15     |
| 69    | 東武浅草ビル | 2024/11/29     |
| 70    | 横浜・ちぇるる野毛 | 2024/12/13     |
| 71    | 横浜・鶴ヶ峰ロイヤルマート | 2024/12/20     |
| 72,73 | 福岡・サンセルコビル | 2025/1/10,1/17 |
| 74,75 | あべのベルタ | 2025/1/31,2/7  |
| 76    | 横浜・ダイアパレス井土ヶ谷 | 2025/2/28      |
| 77    | 西宮・ヌーベル甲子園口 | 2025/3/7       |
| 78    | 西宮・ラックス二番館 | 2025/3/14      |
| 79,80 | 神戸三宮町・さんプラザ&センタープラザ | 2025/3/21,28   |

## スタッフ
- ナレーション：西尾まり
- 構成：米田匡篤、オグロテツロウ
- ディレクター： 生越明美、下条寛子、角田雅俊、町田亘、大和田穀、岡部剛、富修二、若林倫也
- 演出：柴田昌彦、京田宣良
- プロデューサー：京田宣良、上野潤也、丹治哲雄、谷菜穂子
- 制作協力：ユーコム、プロジェクト暁、バンエイト
- 制作著作：BSフジ